# Die Powenzbande
Die Powenzbande ist der Titel eines 1930 erschienenen Romans des Schriftstellers Ernst Penzoldt.

## Handlung
Die Handlung spielt in dem beschaulichen Städtchen Mössel an der Maar, das vor allem von besser gestellten Rentnern und Pfarrerswitwen mit ihren Töchtern bewohnt wird. In dieser Kleinstadt würde wohl nie etwas passieren, wäre nicht einige Jahre vor der eigentlichen Handlung ein Bahnreisender – Baltus Powenz – in „Adams kleiner, brauner Weinstube“ „kleben“ geblieben, um sich dann unverzüglich als reich tätowierter Bademeister, Fahr- und Gesangslehrer, Erfinder (nicht zuletzt seiner eigenen Vergangenheiten), Konstrukteur eines Automobils, Poet, Musiker und Fabrikant von Scherzartikeln und Feuerwerkskörpern dort niederzulassen und eine Familie zu gründen, immer mit dem Ziel, ihr eines Tages ein eigenes Haus zu erbauen. 
Mit seiner „selten liebevollen“ Frau Sabina hat er sieben Söhne und eine Tochter, eine so kopf- wie lautstarke Schar, die von den rechtschaffenen Mösselern kopfschüttelnd die „Powenzbande“ genannt wird und ihnen jeder Schandtat verdächtig ist. Sie stellen der Stadt ein fröhliches Prekariat emsiger Lebenskünstler, sind die „Edlen Wilden“ von nebenan, ein lebendiger Widerspruch zu allen bürgerlichen Normen, arm an allem außer Geist, wenig zimperlich bei der Wahl ihrer Methoden wie bei ihrer Nahrung. Heilig ist ihnen das Leben, die Existenz aber nur Notwendigkeit. 
Ihre bacchischen Freuden, freie Liebe und häusliche Gewalt erregen die Rechtschaffenen wie die Selbstgerechten, und so beginnt bald ein Kleinkrieg zwischen ihnen und den Powenzen, dessen formelle Kriegserklärung die Ablehnung eines Bauantrages ist, den Baltus Powenz, gestützt auf einen „kleinen Vorgriff auf die Reserven der Zukunft“ und einen Fundus von 999 über Jahre hinweg gesammelten Backsteinen, bei der Stadtverwaltung einreicht. Dieser Krieg wird in offenen „Knabenschlachten“ auf der Heide vor der Stadt ebenso ausgetragen wie in Guerilla-Operationen, bei denen aus den Beeten des Nachbarn die Gemüsepflänzlinge säuberlich entfernt und durch Unkraut ersetzt werden, zum Lüften aufgehängte Teppiche mit Flöhen und Wanzen infiziert werden, die sich in den Häusern der „Feinen“ ausbreiten, und manchmal mit krimineller Energie. Die Gegenseite schlägt mit Hausdurchsuchungen zurück und ist den flexiblen Powenzen gegenüber relativ erfolglos.
Dieser Krieg wird 1914 durch eine andere Auseinandersetzung unterbrochen. Die Familie Powenz stellt ihre Produktion von Scherzartikeln erfolgreich auf vaterländische Nippes, Kaiserbilder und Kriegsfolklore um. Allerdings müssen bald Frau Sabina, Tochter Lilith und die jüngsten Söhne Jadup und Jubal den Betrieb übernehmen, weil die erwachsenen Männer der Familie zur Armee einrücken müssen. Schnell sammeln sie sich am gleichen Frontabschnitt, wo sie der Erzähler des Romans wieder trifft, der in Mössel zu den „Feinen“ gehört. Pragmatisch ziehen die Powenze aus dem Krieg jeden Vorteil. Sie genießen das Abenteuerliche an ihm und nutzen jede Gelegenheit, Wertvolles zu sammeln. 
Bei einer solchen Gelegenheit wird der künstlerische Sohn Violand verwundet und von seinen Verwandten und ihren Freunden, allesamt tapfer aus Trunkenheit, gerettet. Sie nutzen das, um zugleich einen Schatz teuren Rotweins aus den Ruinen des Weinguts „La Ferme Trouchy“ zu bergen. Kurz vor Kriegsende lässt Baltus Powenz dann seine heimische Produktion auf schwarz-rot-goldene und rote Fahnen umstellen, um sich auch kommende politische Auseinandersetzungen nutzbar zu machen. 
So tragen alle Powenze zu jenem bescheidenen Vermögen bei, mit dem sie ihr Haus errichten wollen. Tochter Lilith schlägt Kapital aus ihrem sorgsam kultivierten schlechten Ruf, Vater Baltus nutzt seinen Einfallsreichtum, um in den unruhigen Zeiten nach dem Krieg mit Devisen-Spekulationen Geld zu verdienen, der immer müde Sohn Fabian gründet die Kirche des Heiligen Schlafes. Nur Jadup trägt nichts dazu bei, wird er doch bald von der Liebe in Gestalt eines Ballonfahrers nach Berlin entrückt. Seine erdverbundene Familie kritisiert daran vor allem die völlige Uneinträglichkeit. 
Es kommt gar dazu, dass die Powenzbande erstmals schuldenfrei dasteht, als der Tod ihres amerikanischen Onkels Melchior und die Vorstellung eines Erbes in Dollar-Millionen sie in der Gunst der Mösseler hoch steigen lässt. Man schenkt ihnen gar das Grundstück, das man ihnen samt der Baugenehmigung einst verweigert hatte. Vater Powenz tauscht es umgehend gegen eines in der Nachbargemeinde ein, wo er endlich das erträumte Haus baut. Das Erbe indes besteht dann zwar wirklich aus Millionen, jedoch im Minusbereich.
Am Ende (das der Erzähler an den Anfang stellt) wird Baltus Powenz, der heiter und angetrunken wie stets spazieren geht, von einem Meteoriten erschlagen, drei Tage nach dem Richtfest seines Hauses, immer noch in der gleichen Jacke, die er bei seiner Ankunft in Mössel getragen hatte. Seine ehrerbietigen Söhne umgeben den Meteoriten sofort mit einem Zaun und nehmen Eintritt für seine Besichtigung. 

## Bedeutung
Ernst Penzoldt, der Erfinder des Wortes „Tomoffel“, hat mit der „Powenzbande“ einen der wenigen Schelmenromane der deutschen Literatur geschrieben. Er zeichnet die Powenze, aber auch ihre Gegner ganz menschlich mit Liebe und Humor, jeden in seinen Eigenheiten und Merkwürdigkeiten liebevoll darstellend. Dabei verurteilt seine Erzählerfigur – die den Namen des Autors trägt – weder die einen noch die anderen. Sich selbst schreibt sie eine Rolle unter den „Feinen“ zu, bleibt aber meist Beobachter, tritt nur in Krieg und Liebe aktiv in Beziehungen zu den Mitgliedern der Familie Powenz und stellt sich dann mit feinem Humor dar.

## Manuskript
Penzoldts literarischer Teilnachlass liegt im Deutschen Literaturarchiv Marbach. Einzelne Stücke davon sind im Literaturmuseum der Moderne in Marbach in der Dauerausstellung zu sehen, insbesondere das Manuskript zu Die Powenzbande – auf Endlospapier geschrieben und wie antike Papyri zusammengerollt.

## Verfilmung
Penzoldts Roman wurde 1973 vom Regisseur Michael Braun als fünfteilige Fernsehserie unter dem Titel Die Powenzbande für die ARD verfilmt. Zu den Darstellern der Familienmitglieder gehörten Gustav Knuth, Ruth Maria Kubitschek, Helga Anders, Michael Ande, Pierre Franckh, Heinz Werner Kraehkamp, Martin Semmelrogge und Peter Kranz. Am 30. Oktober 2007 wurde die Fernsehserie auf DVD veröffentlicht.

## Sekundärliteratur
- Christian Klein: Ernst Penzoldt. Harmonie aus Widersprüchen. Leben und Werk (1892–1955). Böhlau, Köln / Weimar 2006, ISBN 3-412-34205-X, S. 300–306.